# Мирное поле (заповедное урочище)
Мирное поле — заповедное урочище. Находится в Александровском районе Донецкой области возле села Зелёное. 
Статус заповедного урочища присвоен решением областного совета № XXII/14-38 от 30 сентября 1997 года. Площадь — 30,5 га. 
На территории урочища произрастает 5 видов растений, занесённых в Красную книгу Украины и 1 вид из Европейского Красного списка.